# Бухарин, Владимир Николаевич
Владимир Николаевич Буха́рин (3 мая 1958, Челябинск — 22 сентября 2021, Краснодар) — советский и российский хоккеист, нападающий. Мастер спорта СССР. Тренер.

## Биография
Начал заниматься хоккеем в 10 или 11 лет. Воспитанник челябинского «Трактора». С 1976 года стал играть в возрождённом годом ранее челябинском «Металлурге», фактически бывшим фарм-клубом «Трактора» во второй лиге. По ходу сезона 1977/78 вернулся в «Трактор». В сезоне 1983/84 провёл пять матчей, травмировал спину и доигрывал сезон в челябинском «Металлурге».
В 1984-м уехал в Магнитогорск, где три сезона отыграл за «Металлург» во второй лиге. В 29 лет завершил карьеру в командах мастеров. Играл за ЧМЗ в чемпионате города, за озёрский «Гранит» на первенство области и во второй лиге России (1996/97, 1998/99). Главный тренер «Гранита» (1999—2001).
17 лет отработал тренером на ЧМЗ (ДЮСШ «Металлург»/«Мечел»), три — в СДЮСШОР «Трактор». Работал таксистом. Был заместителем директора по спортивной работе в центре спортивной подготовки ХК «Кубань» Краснодар (2014—2015), главный тренер команды НМХЛ «Крылья Кубани» (2016/17), тренер команды «Северские волки» (Северская, 2016/17). Среди воспитанников — Антон Бурдасов, Евгений Хацей, Андрей Диденко.
Скончался 22 сентября 2021 года.